# Тевес, Маурисио
Маурисио Тевес (исп. Mauricio Tévez; род. 31 июля 1996, Росарио, Санта-Фе) — аргентинский футболист, нападающий клуба «Дуглас Хейг».

## Клубная карьера
Тевес — воспитанник клуба «Ньюэллс Олд Бойз». 10 августа 2014 года в матче против «Бока Хуниорс» он дебютировал в аргентинской Примере. В этом же поединке Маурисио забил свой первый гол за бойз.